# Második Ciolacu-kormány
A második Ciolacu-kormány Románia kormánya, amely 2024. december 23. és 2025. május 6. között volt hivatalban, de – összhangban a román alkotmánnyal – ügyvivői minőségben, az új kormány megalakulásáig, június 23-ig hivatalban maradt.

## Kormányösszetétel
2024. december 23-tól:
| Név                                                                 | Hivatal kezdete    | Hivatal vége      | Párt           | Megjegyzés |
| Miniszterelnök                                                      | Miniszterelnök     | Miniszterelnök    | Miniszterelnök | Miniszterelnök |
| ------------------------------------------------------------------- | ------------------ | ----------------- | -------------- | --- |
| Marcel Ciolacu                                                      | 2024. december 23. | 2025. május 6.    | PSD            | |
| Cătălin Predoiu                                                     | 2025. május 6.     | 2025. június 23.  | PNL            | mint belügyminiszter, ideiglenesen                                                                                  |
| Miniszterelnök-helyettes                                            |                    |                   |                | |
| Marian Neacșu                                                       | 2024. december 23. | 2025. június 23.  | PSD            | |
| Belügyminiszter (egyben miniszterelnök-helyettes)                   |                    |                   |                | |
| Cătălin Predoiu                                                     | 2024. december 23. | 2025. június 23.  | PNL            | Május 6-tól mint ügyvivő miniszterelnök                                                                             |
| Pénzügyminiszter (egyben miniszterelnök-helyettes)                  |                    |                   |                | |
| Tánczos Barna                                                       | 2024. december 23. | 2025. június 23.  | RMDSZ          | |
| Egészségügyi miniszter                                              |                    |                   |                | |
| Alexandru Rafila                                                    | 2024. december 23. | 2025. június 23.  | PSD            | |
| Energiaügyi miniszter                                               |                    |                   |                | |
| Sebastian Burduja                                                   | 2024. december 23. | 2025. június 23.  | PNL            | |
| Európai beruházásokért és projektekért felelős miniszter            |                    |                   |                | |
| Marcel Boloș                                                        | 2024. december 23. | 2025. június 23.  | PNL            | |
| Fejlesztési, közmunkaügyi és közigazgatási miniszter                |                    |                   |                | |
| Cseke Attila                                                        | 2024. december 23. | 2025. június 23.  | RMDSZ          | |
| Gazdasági, vállalkozásügyi, digitalizációs és turisztikai miniszter |                    |                   |                | |
| Bogdan Ivan                                                         | 2024. december 23. | 2025. június 23.  | PSD            | |
| Igazságügy-miniszter                                                |                    |                   |                | |
| Radu Marinescu                                                      | 2024. december 23. | 2025. június 23.  | PSD            | |
| Környezetvédelmi, vízügyi és erdőgazdálkodási miniszter             |                    |                   |                | |
| Mircea Fechet                                                       | 2024. december 23. | 2025. június 23.  | PNL            | |
| Közlekedési és infrastrukturális miniszter                          |                    |                   |                | |
| Sorin Grindeanu                                                     | 2024. december 23. | 2025. június 23.  | PSD            | |
| Külügyminiszter                                                     |                    |                   |                | |
| Emilian-Horațiu Hurezean                                            | 2024. december 23. | 2025. június 23.  | PNL            | |
| Mezőgazdasági és vidékfejlesztési miniszter                         |                    |                   |                | |
| Florin Barbu                                                        | 2024. december 23. | 2025. június 23.  | PSD            | |
| Munkaügyi, családügyi, ifjúsági és esélyegyenlőségi miniszter       |                    |                   |                | |
| Simona Bucura-Oprescu                                               | 2024. december 23. | 2025. június 23.  | PSD            | |
| Művelődési miniszter                                                |                    |                   |                | |
| Natalia Intotero                                                    | 2024. december 23. | 2025. június 23.  | PSD            | |
| Nemzetvédelmi miniszter                                             |                    |                   |                | |
| Angel Tîlvăr                                                        | 2024. december 23. | 2025. június 23.  | PSD            | |
| Oktatási és kutatási miniszter                                      |                    |                   |                | |
| Daniel David                                                        | 2024. december 23. | 2025. június 23.  | PNL            | |
| Kormányfőtitkár mint a kormány tagja                                |                    |                   |                | |
| Mihnea-Claudiu Drumea                                               | 2024. december 23. | 2025. április 28. | PNL            | Mint államtitkár gyakorolja a kormányfőtitkári hatáskört miniszteri rangban, az intézmény vezetőjének kinevezéséig. |
| Cristina Trăilă                                                     | 2025. április 28.  | 2025. június 23.  | PNL            | |

## Története

### Megalakulása
A parlamenti választásokat Romániában 2024. december 1-jén tartották. A választás a mérsékelt erők visszaszorulását és a szélsőjobboldali pártok előretörését hozta. December 23-án az államfő, Klaus Johannis a Szociáldemokrata Párt (PSD) elnökét, Marcel Ciolacut jelölte miniszterelnöknek. A koalíciós tárgyalásokon négy párt, a PSD, a Nemzeti Liberális Párt (PNL), a Mentsétek meg Romániát Szövetség (USR) és a Romániai Magyar Demokrata Szövetség (RMDSZ) képviseltette magát. Előbb a PSD jelezte, hogy félbeszakítja a tárgyalásokról, végül azonban az USR állt fel végérvényesen az asztaltól. A parlamentbe bekerült nemzeti kisebbségi frakció támogatását élvező három párt még aznap aláírta a koalíciós megállapodást, és a törvényhozás – 240 igen szavazattal, 143 ellenében – bizalmat szavazott az új kormányösszetételnek, a Cotroceni-palotában, az államfő jelenlétében pedig a miniszterek le is tették a hivatali esküjüket.
Az új kormánynak 16 minisztere lett, közülük nyolcat a PSD, hatot a PNL, kettőt az RMDSZ adott. A miniszterelnök munkáját három miniszterelnök-helyettes segíti, egy liberális párti és egy RMDSZ-es tárcavezető, valamint egy általános miniszterelnök-helyettes a PSD részéről. A kormányfőtitkári feladatköröket a Főtitkárság államtitkára, Mihnea Drumea látja el ideiglenesen, az új kormányfőtitkár kinevezéséig.

### A kormány összetételének változása
A kabinet megalakulását követően a kormányfőtitkári poszt sokáig betöltetlen maradt, mivel az addigi hivatalvezető, a liberális Mircea Abrudean a szenátus elnöke lett. A liberálisok első javaslata a posztra Mihai Voicu volt, de az újonnan kinevezet pártelnök, Ilie Bolojan nem támogatta. Később a PNL Daniel Constantint javasolta, de végül párttársa, Cristina Trăilă vette át a feladatkört 2025. április 28-án.

### A kormány felbomlása
Ciolacura extrém nyomás nehezedett, miután a 2025-ös romániai elnökválasztáson (május 4.) a kormánypártok elnökjelöltje, Crin Antonescu csak a harmadik helyre futott be, és ezzel nem jutott tovább az elnökválasztás első fordulójából. Az Antonescu mögött felsorakozott kormánypártok egymást kezdték vádolni azzal, hogy nem mozgósítottak eléggé Antonescu érdekében, ugyanakkor az RMDSZ-nek az róták fel, hogy Székelyföldön meglehetősen alacsony volt a részvétel. Egy nappal később, május 5-e késő délutánján a kormányfő – a koalíciós vezetőkkel folytatott tanácskozását követően – bejelentette távozását. Az ideiglenes államfő, Ilie Bolojan május 6-án – az új kormány megalakulásáig – a belügyminisztert, Cătălin Predoiut nevezte ki ügyvivő miniszterelnökké. Az ügyvivő kormány június 23-ig maradt hivatalban.